# 1820 a tudományban
Az 1820. év a tudományban és a technikában.

## Fizika
- Hans Christian Ørsted dán fizikus felfedezi, hogy a vezetőben folyó elektromos áram kitéríti a mágnestűt

## Kémia
- Pierre Joseph Pelletier és Joseph Bienaimé Caventou francia vegyészek elkülönítik a kinint

## Születések
- január 20. – Alexandre-Émile Béguyer de Chancourtois francia geológus, mineralógus († 1886)
- február 29. – Lewis A. Swift amerikai csillagász, matematikus († 1913)
- május 12. – Florence Nightingale angol ápolónő, a modern nővérképzés úttörő alakja († 1910)
- július 5. – William John Macquorn Rankine skót mérnök, fizikus († 1872)
- augusztus 2. – John Tyndall ír fizikus († 1893)

## Halálozások
- március 12. – Alexander Mackenzie skót földrajzi felfedező. Legismertebb útja Kanada átszelése kelet-nyugati irányban (* 1764)
- június 19. – Joseph Banks brit természettudós, botanikus, részt vett James Cook első világkörüli utazásában (1768-1771) (* 1743)
- június 21. – Alexis Thérèse Petit francia fizikus (* 1791)
- augusztus 9. – Anders Sparrman svéd természettudós (* 1748)